# Monomorium pacis
Monomorium pacis är en myrart som beskrevs av Auguste-Henri Forel 1915. Monomorium pacis ingår i släktet Monomorium och familjen myror. Inga underarter finns listade i Catalogue of Life.